# SC Verl
SC Verl, officieel Sportclub Verl 1924 e.V. is een Duitse voetbalclub uit de gemeente Verl, deelstaat Noordrijn-Westfalen.
De vereniging is op 6 september 1924 opgericht en speelt sinds 1994 in het Stadion an der Poststraße dat plaatsbiedt aan 5.207 toeschouwers.
De club is in het seizoen 2006/2007 kampioen geworden van de Oberliga Westfalen en dwong zodoende promotie af naar de Regionalliga Nord, destijds nog het derde niveau in Duitsland. Na de invoering van de 3. Liga is de Regionalliga het vierde niveau in Duitsland. De club kwam lange tijd uit op dat niveau.
In het seizoen 2019-2020 maakte SC Verl furore in het toernooi om de DFB-Pokal. In de 1e ronde werd bundesliga-club FC Augsburg met 2-1 uitgeschakeld waarna in de 2e ronde van Holstein Kiel uit de 2. Bundesliga na een 1-1 eindstand uiteindelijk met 8-7 in de strafschoppenserie werd gewonnen. In de 8e finale tegen bundesligist 1. FC Union Berlin kreeg SC Verl genoeg kansen om nog een ronde verder te komen maar in de 85e minuut deelden de Berlijners alsnog de genadeslag uit. Ook in de competitie kende de club succes. Omdat kampioen SV Rödinghausen afzag van promotie mocht SC Verl als tweede de 'Relegation' tegen 1. FC Lokomotive Leipzig spelen. Na de 2-2 in Leipzig volgde een 1-1 in het stadion van Arminia Bielefeld en promoveerde SC Verl voor het eerst naar de 3. Liga op basis van meer uit-gescoorde doelpunten. Daar speel SC Verl veel thuiswedstrijden in het stadion van SC Paderborn, aangezien hun eigen stadion niet aan de eisen van de 3. Liga voldeed. Vandaar werd het tussen medio 2021 en 2023 verbouwd, en speelde de club ook enkele thuiswedstrijden in het stadion van Sportfreunde Lotte. Aan het begin van seizoen 2023-24 was de verbouwing afgerond, waardoor de supporters na drie jaar weer in hun eigen stadion een wedstrijd konden zien.

## Overzichtslijsten
| Niveau | Aantal | Periode (1959-2026)             |
| ------ | ------ | ------------------------------- |
| III    | 24     | 1986-2003, 2007-2008, 2020-.... |
| IV     | 32     | 1970-1986, 2003-2007, 2008-2020 |
| V      | 10     | 1960-1970                       |
| VI     | 1      | 1959-1960                       |

### Eindstanden vanaf 1968
- 1968 9e
Niveau 5
- 1969 6e
Niveau 5
- 1970 1e
Niveau 5
- 1971 3e
Niveau 4
- 1972 6e
Niveau 4
- 1973 3e
Niveau 4
- 1974 3e
Niveau 4
- 1975 7e
Niveau 4
- 1976 7e
Niveau 4
- 1977 7e
Niveau 4
- 1978 2e
Niveau 4
- 1979 4e
Niveau 4
- 1980 5e
Niveau 4
- 1981 2e
Niveau 4
- 1982 8e
Niveau 4
- 1983 4e
Niveau 4
- 1984 4e
Niveau 4
- 1985 2e
Niveau 4
- 1986 1e
Niveau 4
- 1987 9e
Oberliga
- 1988 13e
Oberliga
- 1989 7e
Oberliga
- 1990 6e
Oberliga
- 1991 1e
Oberliga
- 1992 3e
Oberliga
- 1993 2e
Oberliga
- 1994 5e
Oberliga
- 1995 2e
Regionalliga
- 1996 10e
Regionalliga
- 1997 7e
Regionalliga
- 1998 10e
Regionalliga
- 1999 10e
Regionalliga
- 2000 9e
Regionalliga
- 2001 6e
Regionalliga
- 2002 11e
Regionalliga
- 2003 15e
Regionalliga
- 2004 2e
Oberliga
- 2005 5e
Oberliga
- 2006 2e
Oberliga
- 2007 1e
Oberliga
- 2008 18e
Regionalliga
- 2009 8e
Regionalliga
- 2010 9e
Regionalliga
- 2011 9e
Regionalliga
- 2012 10e
Regionalliga
- 2013 10e
Regionalliga
- 2014 11e
Regionalliga
- 2015 7e
Regionalliga
- 2016 10e
Regionalliga
- 2017 13e
Regionalliga
- 2018 8e
Regionalliga
- 2019 7e
Regionalliga
- 2020 2e
Regionalliga
- 2021 7e
3. Liga
- 2022 16e
3. Liga
- 2023 10e
3. Liga
- 2024 12e
3. Liga
- 2025 7e
3. Liga

- Niveau 3
- Niveau 4
- Niveau 5

| Legenda niveautijdlijn | Legenda niveautijdlijn      | Legenda niveautijdlijn      | Legenda niveautijdlijn      | Legenda niveautijdlijn    | Legenda niveautijdlijn |
| Liga                   | Seizoen 1963/64 t/m 1973/74 | Seizoen 1974/75 t/m 1993/94 | Seizoen 1994/95 t/m 2007/08 | Seizoen 2008/09 tot heden | Opmerking              |
| ---------------------- | --------------------------- | --------------------------- | --------------------------- | ------------------------- | ---------------------- |
| Bundesliga             | Niveau I                    | Niveau I                    | Niveau I                    | Niveau I                  |                        |
| 2. Bundesliga          | --                          | Niveau II                   | Niveau II                   | Niveau II                 |                        |
| 3. Liga                | --                          | --                          | --                          | Niveau III                |                        |
| Regionalliga           | Niveau II                   | --                          | Niveau III                  | Niveau IV                 |                        |
| Oberliga               | --                          | Niveau III *                | Niveau IV                   | Niveau V                  | * vanaf 1978/79        |

## Seizoensresultaten vanaf 1968
| Seizoen | Competitie                        | Niveau | Eindstand | DFB Pokal | Opmerking                                                                                 |
| ------- | --------------------------------- | ------ | --------- | --------- | ----------------------------------------------------------------------------------------- |
| 1967/68 | Bezirksklasse Westfalen Staffel 2 | V      | 9         | --        |                                                                                           |
| 1968/69 | Bezirksklasse Westfalen Staffel 2 | V      | 6         | --        |                                                                                           |
| 1969/70 | Bezirksklasse Westfalen Staffel 2 | V      | 1         | --        |                                                                                           |
| 1970/71 | Landesliga Westfalen Staffel 1    | IV     | 3         | --        |                                                                                           |
| 1971/72 | Landesliga Westfalen Staffel 1    | IV     | 6         | --        |                                                                                           |
| 1972/73 | Landesliga Westfalen Staffel 1    | IV     | 3         | --        |                                                                                           |
| 1973/74 | Landesliga Westfalen Staffel 1    | IV     | 3         | --        | invoering van de nieuwe 2. Bundesliga                                                     |
| 1974/75 | Landesliga Westfalen Staffel 1    | IV     | 7         | --        |                                                                                           |
| 1975/76 | Landesliga Westfalen Staffel 1    | IV     | 7         | --        |                                                                                           |
| 1976/77 | Landesliga Westfalen Staffel 1    | IV     | 7         | --        |                                                                                           |
| 1977/78 | Landesliga Westfalen Staffel 1    | IV     | 2         | --        |                                                                                           |
| 1978/79 | Verbandsliga Westfalen Nordost    | IV     | 4         | --        | herinvoering Oberliga                                                                     |
| 1979/80 | Verbandsliga Westfalen Nordost    | IV     | 5         | 3e ronde  | < Stuttgarter Kickers: 1-7                                                                |
| 1980/81 | Verbandsliga Westfalen Nordost    | IV     | 2         | --        |                                                                                           |
| 1981/82 | Verbandsliga Westfalen Nordost    | IV     | 8         | --        |                                                                                           |
| 1982/83 | Verbandsliga Westfalen Nordost    | IV     | 4         | --        |                                                                                           |
| 1983/84 | Verbandsliga Westfalen Nordost    | IV     | 4         | --        |                                                                                           |
| 1984/85 | Verbandsliga Westfalen Nordost    | IV     | 2         | --        |                                                                                           |
| 1985/86 | Verbandsliga Westfalen Nordost    | IV     | 1         | --        |                                                                                           |
| 1986/87 | Oberliga Westfalen                | III    | 9         | --        |                                                                                           |
| 1987/88 | Oberliga Westfalen                | III    | 13        | --        |                                                                                           |
| 1988/89 | Oberliga Westfalen                | III    | 7         | --        |                                                                                           |
| 1989/90 | Oberliga Westfalen                | III    | 6         | --        |                                                                                           |
| 1990/91 | Oberliga Westfalen                | III    | 1         | --        | 4e in promotieserie Noord van 5 clubs                                                     |
| 1991/92 | Oberliga Westfalen                | III    | 3         | --        | winnaar Westfalenpokal > SpVg Beckum: 2-1                                                 |
| 1992/93 | Oberliga Westfalen                | III    | 2         | 1e ronde  | < Sportfreunde Ricklingen, 4-5 n.v.; 5e in groep Noord van Duits amateurkampioenschap     |
| 1993/94 | Oberliga Westfalen                | III    | 5         | --        | gekwalificeerd voor vierklassige Regionalliga                                             |
| 1994/95 | Regionalliga West/Südwest         | III    | 2         | --        | halve finale van Duits amateurkampioenschap > Stuttgarter Kickers: 1-8 / 3-3              |
| 1995/96 | Regionalliga West/Südwest         | III    | 10        | --        |                                                                                           |
| 1996/97 | Regionalliga West/Südwest         | III    | 7         | --        |                                                                                           |
| 1997/98 | Regionalliga West/Südwest         | III    | 10        | --        |                                                                                           |
| 1998/99 | Regionalliga West/Südwest         | III    | 10        | --        | winnaar Westfalenpokal > SC Paderborn 07, 2-1                                             |
| 1999/00 | Regionalliga West/Südwest         | III    | 9         | 2e ronde  | < Eintracht Frankfurt: 0-4; gekwalificeerd voor tweeklassige Regionalliga                 |
| 2000/01 | Regionalliga Nord                 | III    | 6         | --        |                                                                                           |
| 2001/02 | Regionalliga Nord                 | III    | 11        | --        |                                                                                           |
| 2002/03 | Regionalliga Nord                 | III    | 15        | --        |                                                                                           |
| 2003/04 | Oberliga Westfalen                | IV     | 2         | --        |                                                                                           |
| 2004/05 | Oberliga Westfalen                | IV     | 5         | --        |                                                                                           |
| 2005/06 | Oberliga Westfalen                | IV     | 2         | --        |                                                                                           |
| 2006/07 | Oberliga Westfalen                | IV     | 1         | --        | winnaar Westfalenpokal > Rot Weiss Ahlen: 4-2                                             |
| 2007/08 | Regionalliga Nord                 | III    | 18        | 1e ronde  | < TSV 1860 München: 0-3                                                                   |
| 2008/09 | Regionalliga West                 | IV     | 8         | --        | invoering 3. Liga                                                                         |
| 2009/10 | Regionalliga West                 | IV     | 9         | --        | finalist Westfalenpokal > Preußen Münster: 1-4                                            |
| 2010/11 | Regionalliga West                 | IV     | 9         | 1e ronde  | < TSV 1860 München: 1-2                                                                   |
| 2011/12 | Regionalliga West                 | IV     | 10        | --        |                                                                                           |
| 2012/13 | Regionalliga West                 | IV     | 10        | --        |                                                                                           |
| 2013/14 | Regionalliga West                 | IV     | 11        | --        |                                                                                           |
| 2014/15 | Regionalliga West                 | IV     | 7         | --        | finalist Westfalenpokal > Sportfreunde Lotte: 0-0 (3-4 n.s.)                              |
| 2015/16 | Regionalliga West                 | IV     | 10        | --        |                                                                                           |
| 2016/17 | Regionalliga West                 | IV     | 13        | --        |                                                                                           |
| 2017/18 | Regionalliga West                 | IV     | 8         | --        |                                                                                           |
| 2018/19 | Regionalliga West                 | IV     | 7         | --        |                                                                                           |
| 2019/20 | Regionalliga West                 | IV     | 2         | 8e finale | < 1. FC Union Berlin: 0-1; PD-wedstrijden > 1. FC Lokomotive Leipzig: 2-2 uit / 1-1 thuis |
| 2020/21 | 3. Liga                           | III    | 7         | --        |                                                                                           |
| 2021/22 | 3. Liga                           | III    | 16        | --        |                                                                                           |
| 2022/23 | 3. Liga                           | III    | 10        | --        |                                                                                           |
| 2023/24 | 3. Liga                           | III    | 12        | --        | finalist Westfalenpokal > DSC Arminia Bielefeld: 1-3                                      |
| 2024/25 | 3. Liga                           | III    | 7         | --        |                                                                                           |
| 2025/26 | 3. Liga                           | III    | .         |           |                                                                                           |

## Bekende (ex-)spelers
- Arne Friedrich
- Oliver Kirch
- Roger Schmidt

Alemannia Aachen ·
Erzgebirge Aue ·
Arminia Bielefeld ·
Energie Cottbus ·
Borussia Dortmund II ·
Dynamo Dresden ·
Rot-Weiss Essen ·
Hannover 96 II ·
FC Ingolstadt 04 ·
FC Viktoria Köln 1904 ·
SV Waldhof Mannheim ·
TSV 1860 München ·
VfL Osnabrück ·
Hansa Rostock ·
1. FC Saarbrücken ·
SV Sandhausen ·
VfB Stuttgart II ·
SpVgg Unterhaching ·
SC Verl ·
SV Wehen Wiesbaden
Rot Weiss Ahlen ·
VfL Bochum II ·
TuS Bövinghausen ·
Victoria Clarholz ·
ASC 09 Dortmund ·
TuS Ennepetal 1911 ·
SpVgg Erkenschwick ·
SG Finnentrop/Bamenohl ·
 1. FC Gievenbeck ·
SV Lippstadt 08 ·
Preußen Münster II ·
FC Eintracht Rheine ·
Westfalia Rhynern ·
SV Schermbeck ·
Sportfreunde Siegen ·
SC Verl II ·
SpVgg Vreden ·
SG Wattenscheid 09 ·
Concordia Wiemelhausen